# توطيد الثورة الإيرانية
يشير توطيد الثورة الإيرانية إلى عملية استقرار الجمهورية الإسلامية في إيران من بعد الثورة. فبعد إطاحة الشاه في العام 1979، دخلت إيران في وضع أزمة ثورية حتى عام 1982 أو عام 1983. وسقط اقتصادها وجهازها الحكومي، ودخلت قواتها العسكرية والأمنية في حالة من الفوضى.
وفي أعقاب الثورة، ثارت المليشيات الماركسية والأحزاب الفيدرالية في بعض المناطق، بما في ذلك خوزستان وكردستان وغنبد كاووس، ووقع صدامات بينهم وبين القوات الثورية. بدأت هذه الثورات في أبريل 1979 وحسب المنطقة استمرت لعدة أشهر أو إلى أكثر من عام. تظهر الوثائق المنشورة مؤخرًا أن الولايات المتحدة كانت خائفة من تلك الثورات. وقد بحث مستشار الأمن القومي زبغنيو بريجينسكي مع موظفيه غزو أمريكي محتمل لإيران باستخدام القواعد والأراضي التركية إذا قرر السوفييت تكرار السيناريو الأفغاني في إيران.
بحلول عام 1982 أو 1983، انتصر اية الله الخميني وأنصاره على الفصائل المتناحرة وبدأ بتوطيد الثورة واستقرار النظام. لكن حصلت في هذه الفترة عدة ازمات منها أزمة الرهائن الأمريكيين، وغزو إيران من قبل صدام حسين رئيس العراق وانتخاب أبو الحسن بني صدر للرئاسة.

## تأسيس حكومة الجمهورية الإسلامية

### استفتاء إقامة الجمهورية الإسلامية
بعد ان إنتصرت الثورة بزعامة روح الله خميني واطاح نظام الملكي، تفرقت الاحزاب الليبراليين واليساريين والجماعات الدينية الذي كانوا قد اتحدوا لإسقاط الشاه. فدعا السيد الخميني الشعب لقيام استفتاءٍ عام من أجل اختيار نوع الحكومة والنظام الجديد الذي يريده الشعب.
فبعد شهرين من انتصار الثورة في 30 و 31 مارس 1979 جری أول استفتاء عام داخل إيران، فشارك فيه الشعب باكثرية 98,2% ممن كان لهم حق التصويت، وأكثر من 99% من المصوتين أعلنوا موافقتهم على قيام نظام الجمهورية الإسلامية. اعتبر الخميني يوم 1 أبريل يوم تاسيس الجمهورية الإسلامية الإيرانية.

### الاستفتاء الدستوري
كتبت أول مسودة للدستور الإيراني في فبراير 1979 علی يد حسن حبيبي الذي أصبح فيما بعد عضوا في مجلس الثورة الإسلامية. وبعد فترة اعيد النظر فيها من قبل لجنة تكونت من ستة فقهاء مدنيين. ثم أرسلت الحكومة المؤقتة برئاسة مهدي بازرغان مسودة الدستور مع بعض التعديلات، إلى آية الله خميني للمصادقة عليها. لم يخالف آية الله الخميني تلك المسودة مستعدًا لتقديمها لاستفتاء وطني، لكن خالف اليساريون هذا الإجراء وطالبوا مراجعة مسودات الدستور من قبل جمعية تأسيسية.
ففي 4 فبراير 1979، امر الإمام الخميني بتأسيس مجلس خبراء الدستور لدراسة الدستور النهائي. ففي 3 أغسطس 1979مـ جرت انتخابات مجلس خبراء الدستور. وعُين أول مجلس خبراء من ثلاثة وسبعين عضوا اكثرهم من رجال الدين.
وفي 18 أغسطس 1979 بدأ الأعضاء المنتخبون بمراجعة المسودات وصياغة التعديلات المقترحة على الدستور. وفي يومي 2 و3 ديسمبر 1979 أجري الاستفتاء الدستوري في إيران. وتم إقرار الدستور الإسلامي الجديد بنسبة 99.5 في المائة من أصوات الناخبين، مع إقبال 71.6 في المائة.

## من أهم الأزمات التي واجهتها الثورة

### أزمة رهائن السفارة الأميركية
نشبت أزمة رهائن السفارة الأميركية بطهران بعد استقبال الولايات المتحدة لشاه إيران المنفي من أجل تلقي العلاج الطبي، وعلي اثر ذلك اقتحمت مجموعة من الطلاب مبنى السفارة الأميركية في طهران وأحتجزوا 52 مواطنا وموظفا أميركيا كرهائن، مطالبين الولايات المتحدة بتسليم الشاه لمحاكمته.
بعد فشل محاولات الولايات المتحدة للتفاوض على إطلاق سراح الرهائن قامت الولايات المتحدة بعملية عسكرية لإنقاذهم في 24 إبريل 1980 ولكنها فشلت وأدت إلى تدمير طائرتين ومقتل ثمانية جنود أمريكيين وإيراني مدني واحد.
استمرت الأزمة لمدة 444 يوم من 4 نوفمبر 1979 حتي 20 يناير 1981 وانتهت بالتوقيع على اتفاقية الجزائر.
اعتبرت الأزمة أداة مهمة لتعزيز وضع آية الله الخميني لإرساء نظام الإسلامي في إيران، كما كانت الأزمة أيضا بداية فرض عقوبات اقتصادية أمريكية على إيران.

### الحرب العراقية الإيرانية
في سبتمبر 1980، بدأ الغزو العراقي لإيران للاستيلاء على محافظة خوزستان الغنية بالنفط واطاحة الثورة في طفولتها. في المقابل، احتشد شعب الإيراني دعما لحكومتهم الجديدة. أدت الحماسة الوطنية إلى وقف تقدم الجيش العراقي وعكسه. حتى أن بحلول أوائل عام 1982، استعادت إيران تقريبا كل الأراضي التي خسرتها في الغزو.
ساعد الحرب على تعزيز الحماس الثوري الإسلامي لمحاربة حركات المعارضة. ونما الحرس الثوري في العدد والثقة بالنفس. فقامت اللجان الثورية بفرض التعتيم، وحظر التجول، وتفتيش السيارات للقبض على المخربين. وبالرغم من أن الحروب هي مكلفة ومدمرة للغاية، لكن هذه الحرب «جددت الحماس للوحدة الوطنية والثورة الإسلامية» ومنعت من حصول الانقسام في البلاد.

## القضاء على المعارضة

### بني صدر
في 21 يونيو 1981 تمت تنحية أبو الحسن بني صدر من موقع الرئاسة بعد ان أُتهم بضعف الأداء في قيادة القوات الإيرانية في الحرب العراقية الإيرانية، كما أُتهم بتحرك ضد رجال الدين في السلطة.

### مجاهدي خلق
بعد عزل بني صدر أعلنت منظمة مجاهدي خلق عن نضالها المسلح ضد جمهورية إيران الإسلامية بهدف اسقاطها. ومنذ ذلك الوقت اقدم المجاهدون رسمياً على القيام باعمال مسلحة واغتيالات، وفي فترة 26 أغسطس 1981 إلى ديسمبر 1982، قامت بتنظيم 336 هجومًا. ومن أهم الاغتيالات ومحاولات الاغتيال التي قامت بها المنظمة هي: تفجير مكتب حزب الجمهوري الإسلامي الذي ادى إلى مقتل ثلاثة وسبعون شخصا من كبار المسؤولين وأعضاء مجلس الوزراء وأعضاء البرلمان، وتفجير مكتب رئيس الوزراء الإيراني في 30 أغسطس 1981 الذي أسفر عن مقتل الرئيس رجائي ورئيس الوزراء محمد جواد باهنر، ومحاولة اغتيال علي خامنئي وغيرها من الاغتيالات. وفي المقابل تم تأسيس حزب الجمهورية الإسلامية بهدف مواجهة تحركات التيارات السياسية المعادية للثورة. فتم اعتقال العديد منهم. لكن زعماء التنظيم تمكنوا من مغادرة البلاد والتوجه إلى باريس. وطوال فترة الحرب العراقية الإيرانية، تمركزوا في العراق، وقاتلوا إلى جانب الرئيس الراحل صدام حسين وشاركوا في العمليات العسكرية العراقية. ومع انتهاء الحرب الإيرانية العراقية شنت المنظمة هجوما عسكريا على إيران وسيطرت على مدن حدودية عدة، لكن القوات المسلحة الإيرانية عمدت بعدها إلى سحق المهاجمين.

### الشيوعيون والأحزاب الفدرالية
واجهت الثورة بعد سقوط نظام الشاه تحديّات كثيرة تمثلت في تمرد المسلحين الشيوعيين والأحزاب الفدرالية في بعض المناطق التي تضم خوزستان وكردستان ووغنبد كاووس، مما أدت إلى نشوب قتال بينهم وبين القوى الثورية. وقام المتمردون بتنفيذ بعض الاغتيالات في طهران، ومن اهمها كانت حادثة اغتيال المفكر الإسلامي مرتضى مطهري من قبل جماعة الفرقان. بدأت هذه تمردات في أبريل 1979 واستمرت لعدة أشهر أو سنوات حسب المنطقة.